# Бородакова, Мария Владимировна
Мари́я Влади́мировна Бородако́ва (в 2008—2012 — Борисе́нко; род. 8 марта 1986, Горький, РСФСР, СССР) — российская волейболистка, член национальной сборной (2005—2013). Двукратная чемпионка мира (2006 и 2010), двукратный призёр чемпионатов Европы (2005 и 2007), 8-кратная чемпионка России. Центральная блокирующая. Заслуженный мастер спорта России (2006).

## Биография
Мария Бородакова родилась 8 марта 1986 года в городе Горький.
Начала заниматься волейболом в горьковской СДЮСШОР № 4. 1-й тренер — Е. Н. Пачёнова.

### Клубная карьера
- 2001—2004 —  «Стинол» (Липецк)
- 2004—2009 —  «Динамо» (Москва)
- 2009—2010 —  «Эджзаджибаши» (Стамбул)
- 2010—2016 —  «Динамо-Казань» (Казань).

## Достижения

### Со сборными
- двукратная чемпионка мира — 2006, 2010;
- двукратный серебряный призёр Гран-при — 2006, 2009;
- бронзовый призёр чемпионата Европы 2005
- участница Олимпийских игр 2008 и 2012;
- бронзовый призёр чемпионата Европы среди молодёжных команд 2004;
- победитель Всемирной летней Универсиады 2013 в составе студенческой сборной России.

### С клубами
- Чемпионка мира среди клубных команд 2014;
- Победитель Лиги чемпионов ЕКВ 2014;
  - Двукратный серебряный призёр Лиги чемпионов — 2007, 2009;
  - Бронзовый призёр Лиги чемпионов 2012;
- Серебряный призёр Кубка топ-команд 2006;
- 8-кратная чемпионка России — 2006, 2007, 2009 («Динамо» Москва), 2011, 2012, 2013, 2014, 2015 («Динамо-Казань»);
  - двукратный серебряный призёр чемпионатов России — 2005, 2008 («Динамо» Москва);
- Двукратный обладатель Кубка России — 2010, 2012 («Динамо-Казань»);
  - 5-кратный серебряный призёр Кубка России — 2004, 2007, 2008 («Динамо» Москва), 2011, 2013 («Динамо-Казань»);
  - Двукратный бронзовый призёр Кубка России — 2005, 2006 («Динамо» Москва);
- Бронзовый призёр чемпионата Турции 2010.

Лучшая блокирующая «Финала четырёх» Кубка России (2011, 2012), лучшая блокирующая «Финала четырёх» Лиги чемпионов 2012.